# Ateuchus rodriguezi
Ateuchus rodriguezi là một loài bọ cánh cứng trong họ Bọ hung (Scarabaeidae).